# Giuseppe Visenzi
Giuseppe Visenzi (Brescia, 22 gennaio 1941) è un ex pilota motociclistico e imprenditore italiano.

## Carriera
Iniziò a correre in moto nel 1959 con una Laverda 100, presto sostituita da una Mondial 125 con cui vinse in quello stesso anno la sua prima gara, la cronoscalata Castell'Arquato-Vernasca. Nel 1961 la Mondial fu sostituita da una Ducati 125 comprata di seconda mano, con la quale l'anno successivo fece il suo esordio nel Motomondiale ottenendo i suoi primi punti iridati (6º al GP del Belgio). Per la stagione 1963 Visenzi acquistò una Honda 125, cui affiancò nelle cilindrate maggiori una Aermacchi Ala d'Oro, sostituite sul finire degli anni sessanta da Montesa 125, Bultaco TSS 250 e da Yamaha 250 e 350, con le quali ottenne diversi buoni risultati a livello nazionale (secondo nell'Italiano 125 nel 1964 e 1967, nell'Italiano 250 1970 e nell'Italiano 350 1967).
La miglior stagione del centauro bresciano nel Motomondiale fu il 1969, quando fu terzo nella classifica finale della 350 grazie a due podi (Spagna e Finlandia). Ritiratosi a fine stagione 1970, si dedicò all'attività di imprenditore, fondando nel 1978 la Givi, società produttrice di accessori per moto e scooter.

## Risultati nel motomondiale

### Classe 125
| 1962 | Classe | Moto   |   |   |  |    |   |   |   |   |    |   |   |  |  | Punti | Pos. |
| ---- | ------ | ------ | - | - |  | -- | - | - | - | - | -- | - | - |  |  | ----- | ---- |
| 1962 | 125    | Ducati | 9 | - |  | 10 | 6 | 9 | - | - | 12 | - | - |  |  | 1     | 24º  |

| 1963 | Classe | Moto           |   |   |   |  |    |   |   |   |   |   |   |   |  | Punti | Pos. |
| ---- | ------ | -------------- | - | - | - |  | -- | - | - | - | - | - | - | - |  | ----- | ---- |
| 1963 | 125    | Ducati e Honda | - | - | - |  | 11 | 4 | - | - | - | 4 | - | - |  | 6     | 12º  |

| 1964 | Classe | Moto  |   |   |   |    |    |    |   |   |   |   |   |   |  | Punti | Pos. |
| ---- | ------ | ----- | - | - | - | -- | -- | -- | - | - | - | - | - | - |  | ----- | ---- |
| 1964 | 125    | Honda | - | - | - | 11 | 10 | NE | - | - | - | - | 8 | - |  | 0     |      |

| 1965 | Classe | Moto  |   |   |   |   |  |   |    |   |   |   |   |   |   | Punti | Pos. |
| ---- | ------ | ----- | - | - | - | - |  | - | -- | - | - | - | - | - | - | ----- | ---- |
| 1965 | 125    | Honda | - | 7 | - | 6 |  | 6 | NE | - | 8 | - | 6 | - | - | 3     | 20º  |

| 1966 | Classe | Moto  |   |    |    |   |    |   |    |   |   |   |   |   |  | Punti | Pos. |
| ---- | ------ | ----- | - | -- | -- | - | -- | - | -- | - | - | - | - | - |  | ----- | ---- |
| 1966 | 125    | Honda | - | 11 | NE | - | NE | - | 12 | - | - | - | 8 | - |  | 0     |      |

| 1967 | Classe | Moto             |     |    |   |   |   |    |   |   |   |   |   |   |   | Punti | Pos. |
| ---- | ------ | ---------------- | --- | -- | - | - | - | -- | - | - | - | - | - | - | - | ----- | ---- |
| 1967 | 125    | Ducati e Montesa | Rit | 10 | - | - | 8 | NE | - | - | - | - | - | - | - | 0     |      |

| 1968 | Classe | Moto    |   |   |  |   |    |   |   |   |   |   |  |  |  | Punti | Pos. |
| ---- | ------ | ------- | - | - |  | - | -- | - | - | - | - | - |  |  |  | ----- | ---- |
| 1968 | 125    | Montesa | - | - |  | 6 | NE | - | - | - | - | - |  |  |  | 1     | 23º  |

| Legenda | 1º posto        | 2º posto            | 3º posto            | A punti      | Senza punti        | Grassetto – Pole position Corsivo – Giro più veloce |
| Legenda | Gara non valida | Non qual./Non part. | Ritirato/Non class. | Squalificato | '-' Dato non disp. | Grassetto – Pole position Corsivo – Giro più veloce |

### Classe 250
| 1963 | Classe | Moto                |   |   |    |   |   |   |   |   |    |     |   |   |  | Punti | Pos. |
| ---- | ------ | ------------------- | - | - | -- | - | - | - | - | - | -- | --- | - | - |  | ----- | ---- |
| 1963 | 250    | Aermacchi e Benelli | 8 | - | AN | - | - | 8 | - | - | NE | Rit | - | - |  | 0     |      |

| 1965 | Classe | Moto      |   |   |   |     |  |   |   |   |   |   |   |   |   | Punti | Pos. |
| ---- | ------ | --------- | - | - | - | --- |  | - | - | - | - | - | - | - | - | ----- | ---- |
| 1965 | 250    | Aermacchi | - | 4 | - | Rit |  | - | - | - | 8 | - | 5 | 8 | - | 5     | 15º  |

| 1966 | Classe | Moto      |  |   |   |     |     |   |   |   |   |  |   |   |  | Punti | Pos. |
| ---- | ------ | --------- |  | - | - | --- | --- | - | - | - | - |  | - | - |  | ----- | ---- |
| 1966 | 250    | Aermacchi |  | - | - | Rit | Rit | - | - | - | - |  | 6 | - |  | 1     | 26º  |

| 1967 | Classe | Moto    |    |   |   |   |    |   |   |     |   |   |    |   |   | Punti | Pos. |
| ---- | ------ | ------- | -- | - | - | - | -- | - | - | --- | - | - | -- | - | - | ----- | ---- |
| 1967 | 250    | Bultaco | 10 | - | - | - | 10 | - | - | Rit | - | - | 10 | - | - | 0     |      |

| 1968 | Classe | Moto    |   |   |   |     |   |   |   |   |   |   |  |  |  | Punti | Pos. |
| ---- | ------ | ------- | - | - | - | --- | - | - | - | - | - | - |  |  |  | ----- | ---- |
| 1968 | 250    | Bultaco | - | - | - | Rit | - | - | - | - | - | - |  |  |  | 0     |      |

| 1969 | Classe | Moto   |   |     |   |  |    |   |   |   |     |   |   |   |  | Punti | Pos. |
| ---- | ------ | ------ | - | --- | - |  | -- | - | - | - | --- | - | - | - |  | ----- | ---- |
| 1969 | 250    | Yamaha | 5 | Rit | - |  | 11 | - | - | - | Rit | - | - | - |  | 6     | 25º  |

| 1970 | Classe | Moto   |   |  |   |   |   |   |   |   |   |   |   |   |  | Punti | Pos. |
| ---- | ------ | ------ | - |  | - | - | - | - | - | - | - | - | - | - |  | ----- | ---- |
| 1970 | 250    | Yamaha | - |  | - | - | - | - | - | - | - | - | 6 | - |  | 5     | 30º  |

| Legenda | 1º posto        | 2º posto            | 3º posto            | A punti      | Senza punti        | Grassetto – Pole position Corsivo – Giro più veloce |
| Legenda | Gara non valida | Non qual./Non part. | Ritirato/Non class. | Squalificato | '-' Dato non disp. | Grassetto – Pole position Corsivo – Giro più veloce |

### Classe 350
| 1965 | Classe | Moto      |    |   |    |    |   |   |    |   |   |   |   |    |   | Punti | Pos. |
| ---- | ------ | --------- | -- | - | -- | -- | - | - | -- | - | - | - | - | -- | - | ----- | ---- |
| 1965 | 350    | Aermacchi | NE | - | NE | NE | - | - | NE | - | - | - | - | 10 | - | 0     |      |

| 1966 | Classe | Moto      |    |     |   |     |    |   |   |   |   |  |   |   |  | Punti | Pos. |
| ---- | ------ | --------- | -- | --- | - | --- | -- | - | - | - | - |  | - | - |  | ----- | ---- |
| 1966 | 350    | Aermacchi | NE | Rit | - | Rit | NE | - | - | - | - |  | - | - |  | 0     |      |

| 1967 | Classe | Moto      |    |   |    |   |   |    |   |     |    |   |   |    |   | Punti | Pos. |
| ---- | ------ | --------- | -- | - | -- | - | - | -- | - | --- | -- | - | - | -- | - | ----- | ---- |
| 1967 | 350    | Aermacchi | NE | 8 | NE | - | - | NE | - | Rit | NE | - | 8 | NE | - | 0     |      |

| 1968 | Classe | Moto      |    |    |  |   |    |   |   |    |   |   |  |  |  | Punti | Pos. |
| ---- | ------ | --------- | -- | -- |  | - | -- | - | - | -- | - | - |  |  |  | ----- | ---- |
| 1968 | 350    | Aermacchi | 15 | NE |  | - | NE | - | - | NE | - | - |  |  |  | 0     |      |

| 1969 | Classe | Moto   |   |   |    |  |   |    |   |   |   |   |   |     |  | Punti | Pos. |
| ---- | ------ | ------ | - | - | -- |  | - | -- | - | - | - | - | - | --- |  | ----- | ---- |
| 1969 | 350    | Yamaha | 3 | 5 | NE |  | 6 | NE | 4 | 5 | 3 | - | - | Rit |  | 45    | 3º   |

| 1970 | Classe | Moto   |   |    |   |   |   |    |   |   |   |   |   |   |  | Punti | Pos. |
| ---- | ------ | ------ | - | -- | - | - | - | -- | - | - | - | - | - | - |  | ----- | ---- |
| 1970 | 350    | Yamaha | - | NE | - | - | - | NE | - | - | - | - | 7 | - |  | 4     | 27º  |

| Legenda | 1º posto        | 2º posto            | 3º posto            | A punti      | Senza punti        | Grassetto – Pole position Corsivo – Giro più veloce |
| Legenda | Gara non valida | Non qual./Non part. | Ritirato/Non class. | Squalificato | '-' Dato non disp. | Grassetto – Pole position Corsivo – Giro più veloce |